# Молини ди Орзано (Перуђа)
Молини ди Орзано је насеље у Италији у округу Перуђа, региону Умбрија.
Према процени из 2011. у насељу је живело 28 становника. Насеље се налази на надморској висини од 721 м.